# Ayra Starr
Oyinkansola Sarah Aderibigbe (Cotonu, 14 de junho de 2002), conhecida profissionalmente como Ayra Starr, é uma cantora nigeriana nascida no Benim. Ela começou uma carreira na moda aos 16 anos na empresa Quove Model Management antes de decidir seguir a carreira musical. Depois de fazer covers de várias músicas de artistas populares no Instagram, ela postou sua primeira música autoral em sua página em dezembro de 2019. Isso chamou a atenção do executivo Don Jazzy, que a contratou para sua gravadora Mavin Records.
No início de 2021, Starr alcançou o reconhecimento popular com seu EP de estreia homônimo e sua faixa de sucesso "Away", que passou duas semanas consecutivas no quarto lugar na parada TurnTable Top 50 da Nigéria; a música também alcançou a posição 17 na parada Billboard Top Triller Global, abrindo caminho para o lançamento de sua primeira mixtape completa, 19 & Dangerous (2021). Categorizada principalmente como afro-pop e r&b, a mixtape recebeu recepção favorável da crítica e gerou dois sucessos no top quarenta na Nigéria. O single principal "Bloody Samaritan" alcançou o topo da parada Top 50, tornando-se a primeira música solo de uma artista feminina a alcançar a posição número um. Starr estreou na parada Pandora Predictions e, em 28 de agosto de 2021, foi classificado em terceiro lugar no Next Big Sound da Billboard.
Mais tarde, Starr alcançaria reconhecimento internacional em 2022, com o lançamento de sua música "Rush". A canção alcançou a posição em vários territórios, incluindo Suíça, Irlanda e Reino Unido, este último, onde alcançou a posição 24.

## Biografia
Oyinkansola Sarah Aderibigbe nasceu em 14 de junho de 2002 em Cotonu, Benin, e cresceu em Lagos, na Nigéria. Ela nasceu de pais nigerianos do estado de Kwara e tem quatro irmãos. Sua família mudava-se com frequência durante os anos de ensino médio por causa dos negócios de seu pai e, como resultado, ela teve dificuldade em fazer amigos.
Tendo sido criada em uma família muito musical, seu interesse em cantar vem principalmente de sua família. Aos 10 anos, ela cantou no coral de uma escola e começou a escrever músicas com o irmão. Ela frequentou a Universidade Les Cours Sonou e recebeu um diploma de bacharel em relações internacionais e ciências políticas. Durante seus anos de faculdade, foi frequentemente intimidada por seus colegas de classe por causa de sua idade e aparência. Para contrariar os sentimentos que ela sentiu ao ser insultada, Starr recorreu à música: “Eu ouvia Nicki Minaj no caminho para a escola e me sentia como a segunda Nicki Minaj”. A mãe de Starr a apoiou muito em suas ambições musicais e sempre a incentivou a seguir a carreira de cantora.

## Carreira

### 2018–presente: Carreira como modelo e19 & Dangerous
Em agosto de 2018, Starr assinou contrato com a Quove Models, uma agência de modelos com sede em Lagos. A partir daí, desfilou para empresas como Mazelle Studio, Complete Fashion Magazine e Esperanza Woman. Em 2019, começou a postar covers de músicas de artistas como Andra Day e 2Face Idibia. Ela escolheu seu nome artístico porque, em suas palavras, “significa acordar e abrir os olhos, e é isso que eu acredito”. Ela participou no videoclipe da música "Dear Future Wife" de Eri Ife. Em dezembro de 2019, publicou uma música original chamada "Damage" em sua página no Instagram. A canção foi ouvida por milhares de pessoas, incluindo o executivo da gravadora Mavin Records, Don Jazzy, o que levou ao seu primeiro contrato de gravação.
Em 2020, começou a gravar na Mavin Studios em Lagos com os produtores Louddaaa e Don Jazzy. Seu EP de estreia autointitulado foi lançado em 22 de janeiro de 2021 pela Mavin Records. O álbum foi descrito como "uma crônica de pernas para o ar, de amor ou situações temáticas de amor" e "mescla elementos de R&B/neo-soul com percussão Afropop". Starr disse que sua intenção com o disco era fazer música que ressoasse tanto com os ouvintes jovens quanto com os mais velhos. A mixagem e masterização do EP ficou por conta de Ikon, Louddaaa e Johnny Drille. Starr escreveu uma das músicas do EP sozinha e co-escreveu as quatro restantes com seu irmão Dami. Pouco depois de seu lançamento, se tornou o EP número um no iTunes e na Apple Music na Nigéria. Em março de 2021, alcançou a mesma posição na Apple Music e em 4 outros países, acumulando mais de 15 milhões de streams no Spotify, YouTube e Audio Mack. 
O projeto gerou a faixa de sucesso "Away", que alcançou a posição número quatro no TurnTable Top 50 da Nigéria e número 17 na Billboard Top Triller Global dos Estados Unidos. O videoclipe que o acompanha também estreou no Top 10 oficial Naija Base da MTV. A revista OkayAfrica incluiu a música em sua lista das nove melhores canções nigerianas de janeiro de 2021. Starr lançou versões remix de "Ija" e "Away" com Tokimonsta e Lilo respectivamente entre março e abril. Na mesma época, o EP Twelve A.M de Crayon foi lançado com seus vocais na faixa "In Sync". Ela se apresentou no show de cultura virtual da  Associação de Estudantes Nigerianos da UC Berkeley intitulado The Olori Awards. Em 28 de abril de 2021, o videoclipe oficial de sua música "DITR" foi lançado no YouTube. Em junho de 2021, foi lançado o videoclipe de outra música intitulada "Sare". Ambos os videoclipes foram dirigidos por Afolabi Olalekan.
Em 10 de novembro de 2022, Starr participou de "2 Sugar", uma faixa do quinto álbum de estúdio de Wizkid, More Love, Less Ego. A música alcançou o número 1 no Hot Trending da Billboard e estreou no número 5 na parada Billboard Afrobeats Songs. Em 4 de março de 2023, Starr acessou as redes sociais para anunciar que sua música foi usada como trilha sonora do filme de ação estadunidense, Creed III.

## Características musicais

### Estilo musical
Embora musicalmente diverso, o som de Starr foi predominantemente categorizado como afro-pop e R&B. Sua voz foi descrita na mídia como "sedosa", "aconchegante", "delicada", "robusta", "arrebatadora" e "comovente", com os críticos musicais notando a natureza dinâmica de seu alcance e entrega emocional. Suas letras são uma mistura de inglês, naijá e iorubá, muitas vezes explorando temas contemporâneos como amor, relacionamento, empoderamento e liberdade.
Com o lançamento de seu primeiro EP homônimo, alguns críticos sentiram que sua técnica vocal tinha uma notável semelhança com o estilo musical de Tems. Em entrevista à Cool FM, Starr falou sobre comparações com a cantora: “Sou uma jovem artista e Tems é uma cantora incrível, que as pessoas me comparem a uma cantora tão incrível, é um elogio e me sinto honrada”. Motolani Alake, em sua crítica do EP para Pulse escreveu que "Ayra Starr não é exatamente uma réplica de Tems, mas quando ela manipula seus vocais para enfatizar a sílaba final das palavras, frases e cadências flexionando suas oitavas, ela definitivamente soa como Tems." Alake também opinou que os dois artistas são diferentes e que “Tems pode ser mais alternativo enquanto Starr é mais nigeriano e mais afropop com mais lamba na alma”.
Thandie Sibanda da revista Schön! chamou o EP de "uma jukebox da maioridade". Karen Chalamilla do The Floor comentou que Starr "não apenas solidifica a cantora-compositora como uma vocalista de destaque, mas também serve como uma janela nítida para suas sensibilidades artísticas". Em uma crítica para 19 & Dangerous, Oris Aigbokhaevbolo do Music In Africa descreveu Starr como uma artista em evolução e elogiou suas habilidades de canto, acrescentando que está claro que ela "pode trabalhar em vários gêneros sem soar como qualquer outra pessoa". O álbum 19 & Dangerous mantém o som afro-pop e R&B de seu disco anterior, mas também incorpora influências de gêneros como neo soul, jazz e EDM.

### Influências
| |  |  |
| Artistas como Shakira (esquerda) e Tiwa Savage (direita) são duas das maiores influências musicais da carreira de Starr. |  |  |

Starr cresceu em uma família com inclinações musicais. Ela considera sua mãe, uma ex-cantora, e seu irmão Dami, guitarrista e compositor, como suas primeiras inspirações para seu interesse pela carreira musical. Crescendo entre o Benim e a Nigéria, ela foi exposta a diferentes culturas que influenciaram a sua perspectiva de vida e a sua personalidade. Starr e seu irmão começaram a escrever canções desde muito jovens, sob a tutela de sua mãe e tia. Ela queria fazer uma verdadeira carreira como cantora desde os 10 anos, mas seu pai a encorajou a concluir seus estudos primeiro.
Em suas entrevistas para a mídia local e internacional, afirmou que ao longo de sua infância teve uma ampla gama de influências musicais, incluindo 2Face Idibia, Wande Coal, Angélique Kidjo, Lijadu Sisters e Tope Alabi, e na faculdade, Nicki Minaj, Justin Bieber, Sia e Tiwa Savage. Ela creditou Shakira como sua maior influência vocal junto com Beyoncé, Rihanna e Miley Cyrus: "Era apenas o poder que eu sentia ao ouvir a música deles. Não tivemos muitas cantoras nigerianas cantando fortemente sobre coisas como elas, não como fazemos agora". Liricamente, ela admira a cantora-compositora Aṣa e diz que ela "escrevia tão lindamente [e] era uma daquelas pessoas que [ela] ouvia apenas para aprender a escrever corretamente".

## Discografia
Álbuns de estúdio
- 19 & Dangerous (2021)
- The Year I Turned 21 (2024)

EPs
- Ayra Starr (2021)

## Turnês
- 21: The World Tour (2023–presente)[24]

## Prêmios e indicações
| Premiação                        | Ano  | Recipiente                   | Categoria                              | Resultado | Ref.   |
| -------------------------------- | ---- | ---------------------------- | -------------------------------------- | --------- | ------ |
| African Entertainment Awards USA | 2021 | Ayra Starr                   | Melhor Artista Revelação               | Indicada  | [ 25 ] |
| AFRIMMA Awards                   | 2021 | Ayra Starr                   | Melhor Estreante                       | Indicada  | [ 26 ] |
| AFRIMMA Awards                   | 2023 | Ayra Starr                   | Melhor Mulher da África Ocidental      | Venceu    | [ 27 ] |
| BET Awards                       | 2022 | Ayra Starr                   | Melhor Artista Revelação Internacional | Indicada  | [ 28 ] |
| BET Awards                       | 2023 | Ayra Starr                   | Melhor Artista Internacional           | Indicada  | [ 29 ] |
| Mobo Awards                      | 2021 | Ayra Starr                   | Melhor Artista Musical Africano        | Indicada  | [ 30 ] |
| MTV Awards                       | 2023 | "Rush"                       | Melhor Vídeo de Afrobeats              | Indicada  | [ 31 ] |
| MTV Europe Music Awards          | 2022 | Arya Starr                   | Melhor Artista Africano                | Indicada  |        |
| MTV Europe Music Awards          | 2023 | Arya Starr                   | Melhor Artista de Afrobeats            | Indicada  |        |
| Net Honours                      | 2021 | "Away"                       | Canção de R&B mais tocada              | Indicada  | [ 25 ] |
| Net Honours                      | 2022 | Ayra Starr                   | Artista Revelação Femiino do Ano       | Venceu    | [ 32 ] |
| Net Honours                      | 2022 | Ayra Starr                   | Músico Feminino Mais Pesquisado        | Indicada  | [ 32 ] |
| The Headies                      | 2022 | Ayra Starr                   | Next Rated                             | Indicada  | [ 33 ] |
| The Headies                      | 2022 | "Beggie Beggie" (part. CKay) | Melhor Single de R&B                   | Indicada  | [ 33 ] |
| The Headies                      | 2022 | "Beggie Beggie" (part. CKay) | Melhor colaboração                     | Indicada  | [ 33 ] |
| The Headies                      | 2022 | "Toxic"                      | Melhor Performance Vocal Feminino      | Indicada  | [ 33 ] |
| The Headies                      | 2022 | "Bloody Samaritan"           | Melhor Single Afrobeats do Ano         | Indicada  | [ 33 ] |
| The Headies                      | 2022 | "Bloody Samaritan"           | Escolha do espectador do Headies       | Venceu    | [ 33 ] |
| The Headies                      | 2022 | 19 & Dangerous               | Melhor Álbum Afrobeats                 | Indicada  | [ 33 ] |
| The Headies                      | 2022 | 19 & Dangerous               | Álbum do Ano                           | Indicada  | [ 33 ] |
| The Future Awards Africa         | 2023 | Ayra Starr                   | Prêmio de Música                       | Pendente  | [ 34 ] |